# Свети Никола (Галате)
Вижте пояснителната страница за други значения на Свети Никола.
„Свети Никола“ (на македонска литературна норма: „Свети Никола“) е възрожденска църква в положкото село Галате, Северна Македония, част от Тетовско-Гостиварската епархия на Македонската православна църква – Охридска архиепископия.
Храмът е изграден в 1876 година. Интериорът на храма е дело на представителя на Дебърската художествена школа Данаил Несторов.